# 御荘金吾
御荘 金吾（みしょう きんご、1908年12月11日 - 1985年7月22日）は、日本の脚本家、映画監督、劇作家、放送作家である。本名は木村 力馬（きむら りきま）。戦後に発表したルポルタージュ『ブラジルぶらぶら記』（1958年）で知られ、日本ブラジル中央協会理事を務めた。
姓の読み「みそう」 は誤り。

## 人物・来歴

### サイレント映画と脚本の時代
1908年（明治41年）12月11日、愛媛県南宇和郡御荘村（現在の同県同郡愛南町）に生まれる。本名は木村力馬であり、内海突破（1915年 - 1968年、本名・木村貞行）、のちに「二代目内海突破」を名乗った笹山丹波（1917年 - 、本名・木村三郎）は、それぞれ御荘の弟である。御荘が御荘村、内海が内海村（現在の愛南町）生まれであるのは、彼らの父が建築業であり、仕事の関係上、同県内を転々としたためである。
長じて東京に移り、日本大学法文学部文学科文学芸術専攻（現在の日本大学藝術学部）に進学するが、満20歳を迎える1928年（昭和3年）には中途退学する。
1932年（昭和7年）、奈良県生駒郡伏見村（現在の同県奈良市あやめ池北1丁目）に市川右太衛門が構えていた市川右太衛門プロダクション（右太プロ）に籍を置き、脚本を書く。記録に残るもっとも古い作品は、1933年（昭和8年）3月15日に公開されたサイレント映画『無宿佐太郎』（監督古野英治）である。翌1934年（昭和9年）初頭、同社から独立した監督の白井戦太郎が大阪府交野郡牧野村（現在の同府枚方市牧野本町1-10）に設立した亜細亜映画に、御荘も参加してオリジナル脚本を提供、日活太秦撮影所の端役俳優だった近衛十四郎を主演俳優として抜擢し、同年4月に『叫ぶ荒神山』、同年5月に『曲斬海道旅』を発表した。このときの共演俳優に結城重三郎、のちの小崎政房がいた。同年8月に発行された『キネマ旬報』通巻第513号には、中川信夫、藤井滋司、柳川眞一とともに比較して瀧澤初壽が論じた『御莊金吾・中川信夫・藤井滋司・柳川眞一』が掲載された。亜細亜映画は同年9月の台風で撮影所が崩壊して解散、御荘は右太プロやその配給提携先の松竹キネマに脚本を提供したが、右太プロが1936年（昭和11年）に解散して松竹キネマに吸収され、その後の御荘は片岡千恵蔵の片岡千恵蔵プロダクション（千恵蔵プロ）やその配給提携先の日活に脚本を提供した。1937年（昭和12年）7月1日に公開された千恵蔵プロでの『松五郎乱れ星』（監督衣笠十四三）が、御荘の手がけた最初のトーキーであった。
1941年（昭和16年）8月7日に公開された『子供ごゝろ』（監督吉村操）では、かつて亜細亜映画社に俳優として参加した小崎政房の原作を御荘が脚色、1942年（昭和17年）1月27日に設立された大日本映画製作（のちの大映、現在の角川映画）に所属、1943年（昭和13年）1月28日に映画配給社紅系で公開された大映東京撮影所作品『女のたたかひ』を小崎政房とともに監督している、とする資料がある。同作が御荘にとって、唯一の監督作品となった。ただし御荘は小崎と共同脚本であって、小崎と共同で監督したのは萩野頼三である、とする資料も多い。同日に白系で公開された理研科学映画社の文化映画『海を耕す』（監督中西卯之助）に、本名の「木村力馬」名義で脚本を提供している。同2作をもってしばらく映画を離れた。

### 軽演劇と放送劇の時代
第二次世界大戦中の同年、東宝演劇部に入社、「エノケン劇団文芸部」に所属して榎本健一が主演する軽演劇の台本を執筆する。実弟の内海突破は、その2年前の1941年に吉本興業から同部に移籍していた。1945年（昭和20年）8月15日、第二次世界大戦が終結、1948年（昭和23年）には日本放送協会の専属作家になり、ラジオの放送劇台本を手がける。当時のおもな作品に『オペラ女優』（1948年）、『陽気な喫茶店』（1949年）、『江湖新聞』（1950年）等がある。
戦後の放送劇、ラジオ放送のありかたに影響を受けた御荘は、1951年（昭和26年）に発売された取材用可搬型テープレコーダー「デンスケ」 を入手、ブラジル移民に興味を持って調査を開始、1954年（昭和29年）10月に発行された『中央公論』第69巻第10号誌上にブラジルについての最初の文章である『ブラジル移民』を発表した。戦後のブラジル移民たちが、「石川達三氏の小説『蒼氓』に描かれた移民たちの姿」のような「哀れな境遇にある純農業者には見えなかった」とし、当時の新しい移民のありかたをレポートして見せた。
その傍ら、1955年（昭和30年）にはラジオ東京（現在のTBSラジオ）で連続ラジオ放送劇『まぼろし小僧の冒険』を手がけ、大ヒットとなり、御荘の台本を原作にした絵本が発売されたほか、東映が映画化権を取得、御荘が脚本を執筆して劇場用映画『まぼろし小僧の冒険 第一篇 平家部落の黄金』（監督萩原遼）が同年4月26日に公開、以降全4作が製作・公開された。同年8月1日には、ラジオ東京テレビ（KRテレビ、現在のTBSテレビ）が単発もののテレビ放送劇『まぼろし小僧の冒険』を製作・放送した。同年後半からは、ニッポン放送で市川染五郎（九代目松本幸四郎）を主演に連続ラジオ放送劇『空手小僧の冒険』の放送を開始、同作の劇作を手がけた。1957年（昭和32年）には戯曲『おつぺけぺい 壮士役者川上音二郎』『東禅寺夜討』を収録した戯曲集を上梓している。

### ブラジルと川上音二郎

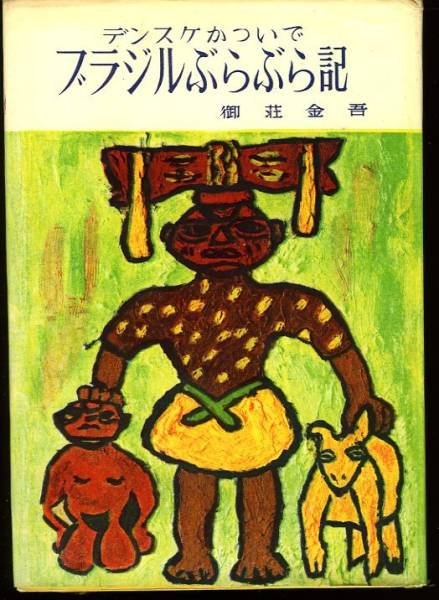
『デンスケかついで ブラジルぶらぶら記』表紙（1958年発行）。

1958年（昭和33年）には、御荘の主著となる『デンスケかついで ブラジルぶらぶら記』を上梓、以降、ブラジルについての執筆が増える。1965年（昭和40年）11月には、ブラジル映画『サンタ・バルバラの誓い』の日本公開に関わり、『シナリオ』（シナリオ作家協会）に批評を執筆したり、児玉数夫と媒体露出等を行った。このころにはすでに「ブラジル紀行家」の肩書を得ていた。ミショウプロダクションを設立してテレビ映画を製作したとする資料が存在するが、どの時代であるかは不明である。1970年（昭和45年）前後の時期、中村翫右衛門を主演に連続テレビ映画『徳川夢声交遊録』を企画したが、1971年（昭和46年）8月1日に徳川夢声が死去したため、企画は実現しなかったという。
1977年（昭和46年）、川上音二郎と貞奴夫妻をテーマにした「川上音二郎・貞奴展」が行われ、同年7月発行の『日本古書通信』に『「川上音二郎・貞奴展」のこと』を発表、以降、継続的に同誌上で同夫妻についての研究を発表していく。同展において、展示された川上音二郎の書簡にまつわり、宛先の野村芳国が野村芳亭の実父であり、野村芳太郎の祖父であることを旧知の映画作家・下村健二（1902年 - 1993年）に指摘され、これについても1982年（昭和57年）7月、同8月の『日本古書通信』誌上において、連続的に明らかにしていく。1984年（昭和59年）8月に発行された『日本古書通信』8月号から『川上音二郎の手紙と手記 海外公演に関するもの』の連載を開始する。
川上音二郎・貞奴夫妻をテーマに、1985年（昭和60年）1月6日に放送を開始した大河ドラマ『春の波涛』（原作杉本苑子、脚本中島丈博、全50回）に資料提供・演劇考証で参加するが、放送期間中の同年7月22日、東京都渋谷区松濤の自宅で急性心不全によって死去した。満76歳没。没後の同年8月に発行された『日本古書通信』8月号に掲載された『川上音二郎の手紙と手記 海外公演に関するもの』の連載第12回が、絶筆となった。没後1周年を迎える翌1986年（昭和61年）7月21日、『世界日報』での連載をまとめた遺作『ブラジル生活記』が出版された。

## フィルモグラフィ
特筆以外すべてのクレジットは「脚本」である。
- 『無宿佐太郎』 : 監督古野英治、撮影與徳雄、主演市川右太衛門、製作市川右太衛門プロダクション、配給松竹キネマ、1933年3月15日公開（サイレント映画） - 原作・脚本
- 『叫ぶ荒神山』 : 監督白井戦太郎、撮影亀田耕司、主演近衛十四郎、製作亜細亜映画、1934年4月公開（サイレント映画） - 原作・脚本
- 『曲斬海道旅』 : 監督白井戦太郎、撮影亀田耕司、主演近衛十四郎、製作亜細亜映画、1934年5月公開（サイレント映画） - 原作・脚本
- 『お江戸日本橋』 : 監督大下宗一、撮影伊藤武夫、主演阪東橘之助、製作松竹下加茂撮影所、配給松竹キネマ、1934年6月公開（サイレント映画） - 原作・脚本
- 『血煙大菩薩』 : 監督渡辺新太郎、撮影中村美雄、主演田村邦男、製作市川右太衛門プロダクション第二部、配給松竹キネマ、1934年11月公開（サイレント映画） - 原作・脚本
- 『中仙道を行く退屈男』 : 監督古野英治、原作佐々木味津三、撮影玉井正夫、主演市川右太衛門、製作市川右太衛門プロダクション、配給松竹キネマ、1935年1月7日公開（サイレント映画）
- 『中仙道を行く退屈男 後篇 十万石を裁く退屈男』 : 監督古野英治、原作佐々木味津三、撮影玉井正夫、主演市川右太衛門、製作市川右太衛門プロダクション、配給松竹キネマ、1935年2月8日公開（サイレント映画）
- 『松五郎乱れ星』 : 監督衣笠十四三、原作陣田賛吉、撮影漆山裕茂、主演片岡千恵蔵、製作片岡千恵蔵プロダクション、配給日活、1937年7月1日公開
- 『続浮世三味線』 : 監督衣笠十四三、原作邦枝完二、撮影荒木朝二郎、主演尾上菊太郎・原駒子、製作日活京都撮影所、配給日活、1937年12月1日公開 - 泉次郎吉とともに脚本
- 『喧嘩大納言』 : 監督紙恭平、撮影吉見滋男、主演尾上菊太郎、製作日活京都撮影所、配給日活、1939年4月27日公開 - 陣出達朗とともに原作・脚本
- 『名月赤城山』 : 監督組田彰造、撮影竹村康和、主演原健作、製作日活京都撮影所、配給日活、1940年3月21日公開 - 尾形十三郎とともに原作・脚本
- 『少年金次郎』 : 監督山内俊英、潤色斎藤繁、撮影西村金太郎、主演岡野彦一、製作・配給大都映画、1940年8月8日公開 - 原作・脚本
- 『浪曲一代男』 : 監督組田彰造、浪曲構成萩原四郎、撮影三井六三郎、主演原健作、製作日活京都撮影所、配給日活、1940年8月29日公開 - 原作・脚本
- 『明治侠商伝天下の糸平』 : 監督佐伯幸三、撮影富沢恒夫、主演阿部九州男、製作・配給大都映画、1941年6月12日公開 - 原作・脚本
- 『子供ごゝろ』 : 監督吉村操、原作小崎政房、撮影星盛年、主演藤間林太郎、製作皇国映画、配給新興キネマ、1941年8月7日公開
- 『女のたたかひ』 : 脚本小崎政房・萩野頼三、撮影杉本正二郎、主演草笛美子・宇佐美淳、製作大映東京撮影所、配給映画配給社、1943年1月28日公開（紅系） - 小崎政房とともに監督[12]（脚本のみで監督は小崎政房・萩野頼三とも[9][13]）
- 『海を耕す』 : 監督中西卯之助、構成吉田清太郎、製作理研科学映画社、配給映画配給社、1943年1月28日公開（白系） - 「木村力馬」名義で脚本
- 『駕で行くのは』 : 監督天野信、撮影本多省三、主演勝新太郎、製作大映京都撮影所、配給大映、1955年1月9日公開
- 『まぼろし小僧の冒険 第一篇 平家部落の黄金』 : 監督萩原遼、撮影松井鴻、主演伏見扇太郎、製作東映京都撮影所、配給東映、1955年4月26日公開 - 原作・脚本、52分の原版が現存・東映チャンネルが放映
- 『まぼろし小僧の冒険 第二篇 天狗ケ池の激斗』 : 監督萩原遼、撮影松井鴻、主演伏見扇太郎、製作東映京都撮影所、配給東映、1955年5月3日公開 - 原作・脚本、50分の原版が現存・東映チャンネルが放映
- 『まぼろし小僧の冒険 第三篇 仁王坂の追撃』 : 監督小杉勇、撮影杉田正二、主演伏見扇太郎、製作東映京都撮影所、配給東映、1955年8月22日公開 - 原作・脚本、52分の原版が現存・東映チャンネルが放映
- 『まぼろし小僧の冒険 完結篇 たつまきの決戦』 : 監督小杉勇、撮影杉田正二、主演伏見扇太郎、製作東映京都撮影所、配給東映、1955年8月22日公開 - 原作・脚本、50分の原版が現存・東映チャンネルが放映
- 『デン助の小学一年生』 : 監督尾崎甫、原作言問三平、撮影坂本松雄、主演大宮敏充、製作松竹大船撮影所、配給松竹、1958年12月14日公開（映倫番号 10910） - 尾崎甫とともに脚本

## テアトログラフィ
舞台劇、放送劇を含むおもな一覧である。
- 『蠍』 : 1943年初演 - 木村荘十と共作
- 『エノケンのアベコベ珍騒動』 : 1940年代初演
- 『三瓶上等兵と姑娘』 : 1940年代初演（新宿第一劇場）[34]
- 『喇叭』 : 1940年代初演（新宿第一劇場）[34]
- 『オペラ女優』 : 1948年放送（ラジオ放送劇）
- 『陽気な喫茶店』 : 1949年放送（ラジオ放送劇）
- 『江湖新聞』 : 1950年放送（ラジオ放送劇）
- 『まぼろし小僧の冒険』 : 製作ラジオ東京、1955年放送（連続ラジオ放送劇）
- 『まぼろし小僧の冒険』 : 製作KRテレビ、1955年8月1日放送（テレビ放送劇）
- 『エノケンの初笑い猿飛び佐助』 : 主演榎本健一、製作中部日本放送東京支社、1956年1月4日放送（テレビ放送劇） - 作[35]
- 『空手小僧の冒険』 : 主演市川染五郎、製作ニッポン放送、1956年 - 1957年放送（ラジオ放送劇） - 作[1]
- 『横丁日記』 : 演出村越潤三、主演十朱久雄、製作日本テレビ放送網、1958年 - 1959年放送（テレビ放送劇） - 竹内勇太郎とともに作
- 『河童の悪戯』 : 製作KRテレビ、1950年代放送（テレビ放送劇） - 作
- 『貧乏神はお人好し』 : 製作KRテレビ、1950年代放送（テレビ放送劇） - 作
- 『貧乏神物語』 : 1965年初演 - 作
- 『春の波涛』 : 原作杉本苑子、脚本中島丈博、主演松坂慶子・中村雅俊、1985年1月6日 - 同年12月15日放送（全50回・大河ドラマ） - 資料提供・演劇考証

## ビブリオグラフィ
国立国会図書館蔵書等にみる論文・小説・戯曲等の書誌である。

### 雑誌・書籍掲載の小説・戯曲等
- 「御莊金吾・中川信夫・藤井滋司・柳川眞一」瀧澤初壽 : 『キネマ旬報』通巻第513号所収、キネマ旬報社、1934年8月発行、p.72-73.
- 『雅邦の妻』御莊金吾（小説） : 『詩と美術』第1巻第3号所収、詩と美術社、1939年10月発行、p.22-31.
- 『田崎草雲』御莊金吾（創作） : 『詩と美術』第1巻第4号所収、詩と美術社、1939年11月発行、p.54-63.
- 『若き大雅』御莊金吾（創作） : 『詩と美術』第1巻第5号所収、詩と美術社、1939年12月発行、p.20-29.
- 『馬琴と北齋』御莊金吾 : 『詩と美術』第1巻第6号（傷兵慰問特輯號）所収、詩と美術社、1939年12月発行、p.54-62.
- 『旅路の應擧』御莊金吾（小説） : 『詩と美術』第2巻第1号（皇紀2600年記念號）所収、詩と美術社、1940年1月発行、p.32-40.
- 『旅路の應擧 二』御莊金吾（小説） : 『詩と美術』第2巻第2号所収、詩と美術社、1940年2月発行、p.30-39.
- 『逃げ行く探幽』御莊金吾（創作） : 『詩と美術』第2巻第3号所収、詩と美術社、1940年3月発行、p.60-68.
- 『逃げゆく探幽』御莊金吾（創作） : 『詩と美術』第2巻第4号所収、詩と美術社、1940年4月発行、p.88-97.
- 『農兵草薙隊』御莊金吾 : 『詩と美術』第3巻第1号所収、詩と美術社、1941年1月発行、p.94-102.
- 映畫物語『翼の凱歌』木村力馬・成瀨一富 : 『飛行日本』第17巻第9号所収、大日本飛行協会、1942年9月発行、p.93-97. - 「木村力馬」名義

- 『バートン・クレーンさんとエノケンさん』御莊金吾 : 『新映画』第3巻第12号所収、映画出版社、1946年12月発行、p.28-29.
- 『戦後のアイルランド劇』御荘金吾 : 『日本演劇』第6巻第10号所収、日本演劇社、1948年10月発行、p.18-22.
- 『春は油断すべからず』御莊金吾 : 『月刊読売』第7巻第5号所収、読売新聞社、1949年4月発行、p.54-55.
- 『モダンデカメロン』御莊金吾 : 『月刊読売』第7巻第8号所収、読売新聞社、1949年6月発行、p.46-47.
- 『ドイツ ルビイ（紅玉）』ヘツベル作・御莊金吾 : 『世界名作めぐり 学校放送名作編』、日本放送協会、宝文館、1950年発行、p.133.
- 『ギリシヤ プシュケ姫物語』楠山正雄訳・御莊金吾 : 『世界名作めぐり 学校放送伝説篇』、日本放送協会、宝文館、1950年発行、p.111.
- 『花咲村騷動記』御莊金吾 : 『中学生のためのラジオ・ドラマ ラジオクラブ放送脚本集』所収、日本放送協会、宝文館、1950年発行、p.105.
- 「おたのしみページ」御莊金吾・竹中顯 : 『別冊野球少年』第1巻第1号所収、芳文社、1950年11月発行、p.103.
- 『アイヌ・ウエペケレ』御莊金吾 : 『ラジオ小劇場脚本選集 第3集』所収、日本放送協会、宝文館、1951年発行、p.149.
- 『楽しい児童劇 五年生』、日本演劇協会・日本児童劇作家協会、ポプラ社、1952年11月発行
- 「人形の作ったそば餅 / 作御荘金吾」『放送教育』第7巻第4号、日本放送教育協会、1952年7月1日、35 - 37頁、NDLJP:2340966/19。
- 『ブラジル移民』御荘金吾 : 『中央公論』第69巻第10号所収、中央公論新社、1954年10月発行、p.197-205.

- 『アイヌ・ウエペケレ』御荘金吾・丹野ゆうじ : 『少女クラブ』第36巻第8号所収、講談社、1958年7月発行、p.187.
- 『アイヌ・ウエペケレ』御荘金吾・丹野ゆうじ : 『少女クラブ』第36巻第9号所収、講談社、1958年8月発行、p.203.
- 『アイヌ・ウエペケレ』御荘金吾・丹野ゆうじ : 『少女クラブ』第36巻第10号所収、講談社、1958年9月発行、p.231.
- 『アイヌ・ウエペケレ』御荘金吾・丹野ゆうじ : 『少女クラブ』第36巻第12号所収、講談社、1958年10月発行、p.230.
- 『久米仙人』御荘金吾 : 『テレビ・ドラマの理論と作品』所収、ざくろの会、宝文館、1959年発行、p.167.

- 『外国の夏の思い出 ブラジル』御荘金吾 : 『中学時代一年生』第8巻第6号所収、旺文社、1963年8月発行、p.58.
- 『海外旅行開幕の春! 大西洋の孤島・クーニャ島物語』御荘金吾 : 『旅』第38巻第4号所収、日本交通公社・新潮社、1964年4月発行、p.160-163.
- 試写室「サンタ・バルバラの誓い」御荘金吾 : 『シナリオ』第21巻第10号通巻第209号所収、シナリオ作家協会、1965年11月発行、p.60-61.
- 「57 愛媛 ブーヤレ」御荘金吾 : 『日本の郷土玩具』所収、編集山田徳兵衛、撮影藤倉明治、鹿島研究所出版会、1967年発行、p.122.
- 「図書紹介『アマゾンは流れる 日本人苦闘史』御荘金吾」北村孝 : 『国際協力』第12号通巻第265号所収、国際協力事業団、1976年12月発行、p.52.
- 『「川上音二郎・貞奴展」のこと』御荘金吾 : 『日本古書通信』第42巻第7号通巻第576号所収、日本古書通信社、1977年7月発行、p.3-4.
- 『川上音二郎の手紙 1』御荘金吾 : 『日本古書通信』第42巻第12号通巻第581号所収、日本古書通信社、1977年12月発行、p.2-3.
- 『川上音二郎の手紙 続』御荘金吾 : 『日本古書通信』第43巻第1号通巻第582号所収、日本古書通信社、1978年1月発行、p.9-10.
- 演劇博物館五十年特集『おっぺけぺーの歌入り双六』御荘金吾 : 『悲劇喜劇』第31巻第11号通巻第337号所収、早川書房、1978年11月発行、p.29-35.
- 『「川上貞奴」の海外での評価 1』御荘金吾 : 『日本古書通信』第44巻第1号通巻第594号所収、日本古書通信社、1979年1月発行、p.7-8.
- 『「川上貞奴」の海外での評価 2』御荘金吾 : 『日本古書通信』第44巻第2号通巻第595号所収、日本古書通信社、1979年2月発行、p.2-3.
- 『「川上貞奴」の海外での評価 3』御荘金吾 : 『日本古書通信』第44巻第3号通巻第596号所収、日本古書通信社、1979年3月発行、p.16-17.
- 『川上貞奴と新橋ぽんた』御荘金吾 : 『日本古書通信』第45巻第3号通巻第608号所収、日本古書通信社、1980年3月発行、p.12-13.
- 『新橋芸妓「ぽんた」補遺』御荘金吾 : 『日本古書通信』第45巻第5号通巻第610号所収、日本古書通信社、1980年5月発行
- 『ビゴーと日本画家の関係 1 野村芳圀について』御荘金吾 : 『日本古書通信』第47巻第7号通巻第636号所収、日本古書通信社、1982年7月発行、p.8-9.
- 『ビゴーと日本画家の関係 2 野村芳亭監督について』御荘金吾 : 『日本古書通信』第47巻第8号通巻第637号所収、日本古書通信社、1982年8月発行、p.6-7.
- 『南米古本屋談義 1 古本と図書館』御荘金吾 : 『日本古書通信』第48巻第3号通巻第644号所収、日本古書通信社、1983年3月発行、p.3-6.
- 『南米古本屋談義 2 古本と美術館』御荘金吾 : 『日本古書通信』第48巻第4号通巻第645号所収、日本古書通信社、1983年4月発行、p.3-5.
- 『南米古本屋談義 3 ブラジルの古本事情』御荘金吾 : 『日本古書通信』第48巻第5号通巻第646号所収、日本古書通信社、1983年5月発行、p.8-9.
- 『南米古本屋談義 4 アルゼンチンの本漁り』御荘金吾 : 『日本古書通信』第48巻第6号通巻第647号所収、日本古書通信社、1983年6月発行、p.12-13.
- 『大正時代の日本人の世界観』御荘金吾 : 『国際協力』第巻第1号通巻第345号所収、国際協力事業団、1984年1月発行、p.24-28.
- 『珈琲雑話 1』御荘金吾 : 『日本古書通信』第49巻第3号通巻第656号所収、日本古書通信社、1984年3月発行、p.19-21.
- 『珈琲雑話 2』御荘金吾 : 『日本古書通信』第49巻第4号通巻第657号所収、日本古書通信社、1984年4月発行、p.22-23.
- 『珈琲雑話 3』御荘金吾 : 『日本古書通信』第49巻第5号通巻第658号所収、日本古書通信社、1984年5月発行、p.14-15.
- 『川上音二郎の手紙と手記 1 海外公演に関するもの』御荘金吾 : 『日本古書通信』第49巻第8号通巻第661号所収、日本古書通信社、1984年8月発行、p.13-14.

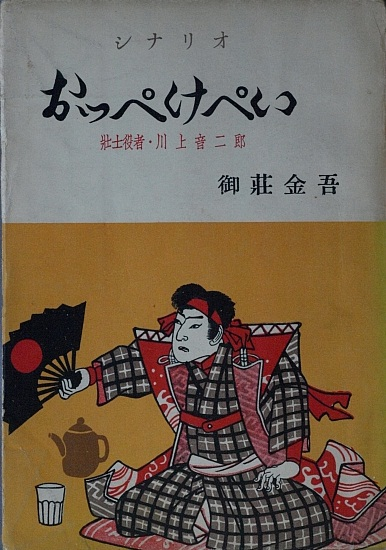
『おつぺけぺい 壮士役者川上音二郎』表紙（1957年発行）。

- 『川上音二郎の手紙と手記 2 海外公演に関するもの』御荘金吾 : 『日本古書通信』第49巻第9号通巻第662号所収、日本古書通信社、1984年9月発行、p.14-15.
- 『川上音二郎の手紙と手記 3 海外公演に関するもの』御荘金吾 : 『日本古書通信』第49巻第10号通巻第663号所収、日本古書通信社、1984年10月発行、p.13-14.
- 『川上音二郎の手紙と手記 4 海外公演に関するもの』御荘金吾 : 『日本古書通信』第49巻第11号通巻第664号所収、日本古書通信社、1984年11月発行、p.6-7.
- 『川上音二郎の手紙と手記 5 海外公演に関するもの』御荘金吾 : 『日本古書通信』第49巻第12号通巻第665号所収、日本古書通信社、1984年12月発行、p.6-7.
- 『川上音二郎の手紙と手記 6 海外公演に関するもの』御荘金吾 : 『日本古書通信』第50巻第1号通巻第666号所収、日本古書通信社、1985年1月発行、p.20-21.
- 『川上音二郎の手紙と手記 7 海外公演に関するもの』御荘金吾 : 『日本古書通信』第50巻第2号通巻第667号所収、日本古書通信社、1985年2月発行、p.18-19.
- 『川上音二郎の手紙と手記 8 海外公演に関するもの』御荘金吾 : 『日本古書通信』第50巻第3号通巻第668号所収、日本古書通信社、1985年3月発行、p.26-27.
- 『川上音二郎の手紙と手記 9 海外公演に関するもの』御荘金吾 : 『日本古書通信』第50巻第5号通巻第670号所収、日本古書通信社、1985年5月発行、p.10-11.
- 『川上音二郎の手紙と手記 10 海外公演に関するもの』御荘金吾 : 『日本古書通信』第50巻第6号通巻第671号所収、日本古書通信社、1985年6月発行、p.5-6.
- 『川上音二郎の手紙と手記 11 海外公演に関するもの』御荘金吾 : 『日本古書通信』第50巻第7号通巻第672号所収、日本古書通信社、1985年7月発行、p.20-21.
- 『川上音二郎の手紙と手記 12 海外公演に関するもの』御荘金吾 : 『日本古書通信』第50巻第8号通巻第673号所収、日本古書通信社、1985年8月発行、p.14-15.

### 書籍
- 『まぼろし小僧の冒険』全5巻、絵・香山かおる、ます美書房、1955年発行
- 『まぼろし小僧の冒険』、絵・石井清美、中村書店、1955年発行
- 『まぼろし小僧の冒険』、絵・小松崎茂、信宏社、1955年発行
- 『おつぺけぺい 壮士役者川上音二郎 他一篇』、文学評論社、1957年発行 - 『東禅寺夜討』収録
- 『デンスケかついで ブラジルぶらぶら記』、松沢書店、1958年発行
- 『異本好色一代男』、松沢書店、1959年発行 - 『いれずみの女』『強情者二人』『扇供養』『旅路』収録
- 『貧乏神物語』、未来劇場96、未来社、1965年発行
  - 『未来劇場 第32巻』（94-96合本）、未来社、1972年発行
  - 『未来劇場 96』、未来社、1979年発行
- 『アマゾンは流れる 日本人苦闘史』、家の光協会、1976年発行
- 『テレビ・ドラマ理論と作品』、宝文館出版、1983年5月発行 - 『久米仙人』収録
- 『ブラジル生活記』、形象社、1986年7月21日発行